# Asa-de-sabre-de-peito-camurça
A asa-de-sabre-de-peito-camurça,  asa-de-sabre-camurça, asa-de-sabre-de-peito-acanelado ou asa-de-sabre-do-duida  (Campylopterus duidae) é uma espécie de ave da família Trochilidae (beija-flores).
Pode ser encontrada nos seguintes países: Brasil e Venezuela.
Os seus habitats naturais são: regiões subtropicais ou tropicais húmidas de alta altitude e matagal tropical ou subtropical de alta altitude.

## Subespécies
São reconhecidas duas subespécies:
- Campylopterus duidae duidae (Chapman, 1929) -  sul da Venezuela e áreas adjacentes do norte do Brasil.
- Campylopterus duidae guaiquinimae (Zimmer & Phelps, W. H., 1946) - montes Guaiquinima, no sul da Venezuela.